# Miłość między kroplami deszczu
Miłość między kroplami deszczu (cz. Lásky mezi kapkami deště) – czechosłowacki komediodramat z 1980 roku w reżyserii Karela Kachyňy. Zdjęcia kręcono w Žižkovie, prawobrzeżnej dzielnicy Pragi.

## Obsada
- Vladimír Menšík jako szewc Vincenc Bursík
- Lukáš Vaculík jako Kajda Bursík
- Jan Hrušínský jako Pepan Bursík
- Zlata Adamovská jako Věra Bursíková
- Tereza Pokorná jako Pája
- Dana Balounová jako Běta Lemplová
- Luděk Kopřiva jako Alfred Steiner, handlarz starzyzną
- Jiří Lír jako Ervín, przyjaciel Věry
- Karel Hábl jako żonaty kochanek Věry
- Eva Jakoubková jako Fanka Bursíková
- Michal Dlouhý jako Kajda Bursík w dzieciństwie
- David Vlček jako Pepan Bursík w dzieciństwie
- Lucie Zedníčková jako Věra Bursíková w dzieciństwie
- Rudolf Hrušínský jako aptekarz
- Miroslav Macháček jako Ráb, przyjaciel aptekarza
- Valérie Kaplanová jako gospodyni aptekarza
- Žofie Kanyzová-Veselá jako blondynka Lilli
- Nina Popelíková jako gospodyni Lilli
- Jaroslava Kretschmerová jako Štefka, dziewczyna z klubu
- Otto Ševčík jako Vochoč, właściciel klubu
- Mojmír Maděrič jako Kamil Vochoč
- Ladislava Kozderková jako pokojówka Vochočów
- Eva Olmerová jako śpiewaczka w klubie
- Lubomír Kostelka jako karczmarz Procházka
- Václav Lohniský jako robotnik Berka
- Lubomír Bryg jako Jonáš, gruby sąsiad
- Bořivoj Navrátil jako kupiec
- Jitka Nováková jako wróżka
- Bohumil Vávra jako recepcjonista w hotelu
- Zuzana Talpová jako prostytutka
- Jiřina Třebická jako zamężna prostytutka
- Barbora Štěpánová jako asystentka fotografa
- Otto Budín jako urzędnik w urzędzie pracy
- Blanka Lormanová jako sprzedawczyni butów
- Václav Kotva jako członek Armii Zbawienia
- Michal Kocourek jako chłopiec z Žižkova
- Stanislav Hájek jako mężczyzna z plecakiem
- Petr Svárovský jako kelner
- Raoul Schránil jako elegant
- Jiřina Bílá jako staruszka